# Jobinia chlorantha
Jobinia chlorantha là một loài thực vật có hoa trong họ La bố ma. Loài này được (K. Schum.) Malme mô tả khoa học đầu tiên năm 1932.